# 颱風肯特 (1995年)
颱風肯特（英語：Typhoon Kent，國際編號：9508，中國大陸編號：9509，聯合颱風警報中心：09W，菲律賓大氣地球物理和天文管理局：Gening）是1995年第二個正面吹襲香港的熱帶氣旋。

## 發展過程
8月25日，肯特在馬尼拉以東約990公里之西北太平洋形成一熱帶低氣壓。肯特向西北趨向呂宋海峽，並於8月29日達颱風強度。肯特於8月30日進入南海，向西北偏西移向廣東沿岸，並在廣東汕尾市海豐縣小漠街道（香港東北偏東約110公里處）登陸。在內陸，肯特迅速減弱並於9月1日消散。
肯特為菲律賓北部帶來了大雨，造成山洪暴發，並引發皮納圖博山的土石流，五人死亡。肯特亦影響台灣南部，導致一人死亡，一人失蹤。肯特對廣東造成了嚴重破壞，至少50人死亡，4萬多棟房屋倒塌或損毀，28萬公頃農田被浸，總經濟損失估計為32億人民幣。

## 影響

### 臺灣
當地發佈之颱風警報：海上陸上颱風警報
肯特吹襲臺灣期間，當地有一死一失蹤，南部地區曾經受大雨及七級強風影響，恆春半島一度測得十一級陣風。中央氣象局最終在8月31日上午5時40分及下午2時45分先後解除陸上及海上颱風警報。

### 英屬香港[1]
當地懸掛之最高熱帶氣旋警告信號： 八號西北烈風或暴風信號 /  八號西南烈風或暴風信號
- 最接近當地時間：1995年8月31日下午5時
- 最接近當地位置：香港天文台總部東北偏北80公里 （正面吹襲）

在香港，一號戒備信號在8月30日中午12時正懸掛，當時肯特位於香港東南偏東約780公里。肯特以超過時速25公里移向廣東中部沿海，其中心附近的最高持續風速為每小時140公里或以上，肯特亦會有機會相當接近，對當地構成重大威脅，天文台更指翌日必定懸掛更高信號，並呼籲採取一切防風措施。
肯特穩定及快速地移近香港以東，三號強風信號於8月31日清晨4時正懸掛。天文台指出強風及惡劣天氣會快將影響香港，當日稍後可能會懸掛八號烈風或暴風信號。早上看似平靜，吹西北風。由於肯特更為接近，預料烈風將在下午較後時候開始吹襲。天文台在早上11時宣佈兩小時後懸掛八號信號，使路途遙遠的員工能夠分批回家，而為避免之後一日開學日造成混亂，當時的教育署更破例宣佈所有學校於9月1日停課，為1971年實施義務教育後，首次需於9月1日停課，而下一次的已是颱風蘇拉 (2023年)。
隨着風力增強及肯特的強雷雨帶開始影響當地，八號西北烈風或暴風信號在下午1時懸掛，當時肯特集結在香港之東北偏東約150公里。肯特的雨帶下午開始為本港帶來狂風驟雨，風勢亦在增至強風程度，持續的大雨同雷暴於接近傍晚影響香港。下午4時過後，風向開始轉為西南。烈風影響了香港部份地區，流浮山錄得的風速為每小時77公里，而天星碼頭錄得的風速為每小時56公里。下午4時45分，天文台改掛八號西南烈風或暴風信號取代八號西北烈風或暴風信號。天文台總部在下午4時錄得的最低瞬時海平面氣壓力為991.3百帕斯卡。肯特在下午5時左右最接近香港，當時位於香港之東北偏北約80公里。天文台接受電台訪問指出，八號風球將會整夜懸掛，但是否改掛更高風球需要視乎本地風勢而決定。
肯特在廣東沿岸登陸後迅速減弱，天文台在晚上9時正改掛三號強風信號取代八號西南烈風或暴風信號。隨着香港風力一步減弱，所有信號在9月1日凌晨0時15分除下，肯特當日早上在廣東內陸消散。 
肯特具破壞性的風力及惡劣天氣令多處樹木連根拔起，在某些地區造成水浸及山泥傾瀉，尤以屯門、半山及上水的水浸為甚。在觀塘，一塊重半噸的巨石從山上墜落，壓毀茶果嶺道。大風亦造成了多宗交通意外，共有五人受傷。除陸路交通外，肯特影響期間，啟德機場亦須關閉，海陸空交通及經濟活動幾乎癱瘓。
媒體報導指，天文台懸掛八號信號發出的兩小時預警普遍受公眾歡迎。

### 葡屬澳門
當地懸掛之最高熱帶氣旋信號：  八號西北風球 /   八號西南風球
曾經為風勢最弱的一個八號風球，被市民質疑不宜早掛八號風球。

## 熱帶氣旋警告使用紀錄

### 英屬香港
| 皇家香港天文台 熱帶氣旋警告信號 | 皇家香港天文台 熱帶氣旋警告信號 | 皇家香港天文台 熱帶氣旋警告信號 |
| ------------------------------- | ------------------------------- | ------------------------------- |
| 上一熱帶氣旋                    | 一號戒備信號                    | 下一熱帶氣旋                    |
| 強烈熱帶風暴洛伊斯              | 一號戒備信號                    | 熱帶風暴蓮娜                    |
| 強烈熱帶風暴海倫                | 三號強風信號                    | 颱風斯寶                        |
| 強烈熱帶風暴海倫                | 八號西北烈風或暴風信號          | 颱風瑪姬                        |
| 強烈熱帶風暴海倫                | 八號西南烈風或暴風信號          | 颱風維克托                      |
| 強烈熱帶風暴海倫                | 八號烈風或暴風信號              | 颱風斯寶                        |

## 外部連結
- （英文）https://web.archive.org/web/20090826230250/http://metocph.nmci.navy.mil/jtwc.php 聯合颱風警報中心首頁
- （繁體中文）http://www.cwb.gov.tw （页面存档备份，存于） 中央氣象局首頁
- （日語）http://www.jma.go.jp/jma/index.html （页面存档备份，存于） 日本氣象廳首頁
- （英文）http://www.pagasa.dost.gov.ph/ （页面存档备份，存于） 菲律賓大氣地球物理和天文管理局首頁
- （繁體中文）http://www.hko.gov.hk （页面存档备份，存于） 香港天文台首頁
- （繁體中文）http://www.smg.gov.mo （页面存档备份，存于） 澳門地球物理暨氣象局首頁